# Oh My Heart
"Oh My Heart" er en sang af det amerikanske alternative rockband R.E.M. Den blev udgivet som den tredje single fra gruppens femtende studiealbum, Collapse into Now, den 1. februar 2011. Musikvideoen er instrueret Jem Cohen.
Som en hyldest til bandet, der blev dannet i Athens, Georgia, bruger University of Georgia sangen i adskillige offentlige servicemeddelelser under sports-begivenheder.

## Spor
- CD single (Tyskland)

1. "Oh My Heart" – 3:20
2. "Nola-4/26/10" – 2:53

- 7-inch single

1. "Oh My Heart" – 3:20
2. "Harborcoat" (live i Riga) – 3:44

- Digital download (Tyskland)

1. "Oh My Heart" – 3:20
2. "Nola-4/26/10" – 2:53
3. "That Someone Is You" (live i studiet) – 1:45
4. "It Happened Today" – 3:45

## Hitlister
| Hitliste (2011)               | Højeste placering |
| ----------------------------- | ----------------- |
| Østrig (Ö3 Austria Top 40)    | 47                |
| Germany (Media Control AG)    | 46                |
| Schweiz (Schweizer Hitparade) | 60                |